# Сан-Хуан-Крик
Сан-Хуан-Крик — река в Соединённых Штатах Америки, протекает по округам Ориндж и Риверсайд штата Калифорния. Длина реки — 47 км, площадь водосборного бассейна составляет 347 км² (по другим данным — 456 км²).
Начинается на юго-западных склонах хребта Санта-Ана на высоте около 1554 м над уровнем моря. Течёт в верховьях среди скал вулканического происхождения, затем — по долине шириной более 1,2 км. В низовьях протекает по аллювиальной равнине. Впадает в Тихий океан.
По каньону Сан-Хуан-Крика проходит большая часть маршрута трассы California State Route 74 (шоссе Ортега).
До испанской колонизации в 1770-х годах бассейн Сан-Хуан-Крика был заселён индейцами племени хуаненьо. Племя было названо испанскими миссионерами по миссии Сан-Хуан-Капистрано на берегу реки, названной ими Сан-Хуан-Крик. Бассейн реки использовался в основном в сельскохозяйственных целях до 1950-х годов, когда началось крупномасштабное строительство жилых пригородов. Наводнения в XX-м и XXI-м веках нанесли значительный материальный ущерб бассейну реки Сан-Хуан-Крик.
Основные притоки — Трабуко, Лукас-Каньон-Крик, Белл-Каньон-Крик, Вердуго-Каньон-Крик, Каньяда-Гобернадора-Крик, Каньяда-Чикита-Крик.